# وراوجن السفلي (تشهاردانغة)
وراوجن السفلی (بالفارسية: وروجن سفلی) هي منطقة سكنية تقع في إيران في قسم تشهاردانغة الریفي. يقدر عدد سكانها بـ 180 نسمة.